# P53 p63 p73家族

p53 p63 p73 家族 是一个抑癌基因家族
包括：
- p53
- TP63（也被称为"p63"）
- p73

有时候也简称为“p53家族”。

## p53家族的进化关系
p53、p63与p73不但在结构与功能上相似，在进化上也有相关性。整个p53家族都是从无脊椎动物的p63/p73祖先基因中进化而来。p53最早在软骨鱼基因组的p63/p73基因重複中分化出来，p63/p73此后在硬骨鱼中再分化为p63和p73。后来它们各自发展出了不同的结构与功能，最终形成了可以区分的三个基因—TP63、p73、p53。